# Ушнянська сільська рада
У́шнянська сільська́ ра́да — колишня адміністративно-територіальна одиниця та орган місцевого самоврядування в Менському районі Чернігівської області. Адміністративний центр — село Ушня. Ліквідована 31 грудня 2017 року шляхом приєднання до Менської об'єднаної територіальної громади.

## Загальні відомості
Ушнянська сільська рада утворена у 1917 році, ліквідована у 2017 році,існувала 100 років, на теперішній час Ушнянське старостинство у  складі Менської обєднаної територіальної громади.
- Територія ради: 50,716 км²
- Населення ради: 852 особи (станом на 2001 рік)

## Населені пункти
Сільській раді підпорядковані населені пункти:
- с. Ушня
- с. Дібрівка

## Склад ради
Рада складається з 14 депутатів та голови.
- Голова ради: Єрмоленко Тетяна Іванівна
- Секретар ради: Сидорець Валентина Михайлівна

### Керівний склад попередніх скликань
| Прізвище, ім'я, по батькові | Основні відомості                                                                     | Дата обрання | Дата звільнення |
| --------------------------- | ------------------------------------------------------------------------------------- | ------------ | --------------- |
| Бурка Василь Григорович     | Сільський голова, 1950 року народження, член Всеукраїнського об'єднання «Батьківщина» | 26.03.2006   | 31.10.2010      |
| Єрмоленко Тетяна Іванівна   | Сільський голова, 1958 року народження, освіта вища, позапартійна                     | 31.10.2010   |                 |

Примітка: таблиця складена за даними сайту Верховної Ради України

### Депутати
За результатами місцевих виборів 2010 року депутатами ради стали:

#### За суб'єктами висування
| Суб'єкт висування            | Кількість обраних депутатів | %    |
| ---------------------------- | --------------------------- | ---- |
| Партія регіонів              | 9                           | 64,3 |
| Самовисування                | 3                           | 21,4 |
| Комуністична партія України  | 1                           | 7,1  |
| Соціалістична партія України | 1                           | 7,1  |

#### За округами
| № округу                     | Прізвище, ім'я, по батькові    | Дата визнання обраним | Освіта  | Партійна приналежність             | Відомості про обраного депутата                           |
| ---------------------------- | ------------------------------ | --------------------- | ------- | ---------------------------------- | --------------------------------------------------------- |
| Комуністична партія України  |                                |                       |         |                                    |                                                           |
| 1                            | Гаврик Тамара Миколаївна       | 03.11.2010            | середня | член Комуністичної партії України  | пенсіонер                                                 |
| Партія регіонів              |                                |                       |         |                                    |                                                           |
| 2                            | Тарасенко Олена Миколаївна     | 03.11.2010            | середня | позапартійна                       | Ушнянський БК, директор                                   |
| 3                            | Зеленський Анатолій Григорович | 03.11.2010            | середня | позапартійний                      | тимчасово не працює                                       |
| 4                            | Малетич Іван Миронович         | 03.11.2010            | вища    | позапартійний                      | Ушняський храм, священно служитель                        |
| 7                            | Троцик Ольга Іванівна          | 03.11.2010            | середня | позапартійна                       | Ушнянська бібліотека, бібліотекКар                        |
| 10                           | Шкурат Оксана Анатоліївна      | 03.11.2010            | вища    | позапартійна                       | Ушнянська загальноосвітня школа І-ІІ ст., вчитель         |
| 11                           | Харечко Вікторія Володимирівна | 03.11.2010            | середня | позапартійна                       | Ушнянський фельдшерсько-акушерський пункт, медична сестра |
| 12                           | Гоголь Василь Миколайович      | 03.11.2010            | середня | позапартійний                      | Ушнянська загальноосвітня школа І-ІІ ст., кочегар         |
| 13                           | Сидорець Валентина Михайлівна  | 03.11.2010            | середня | позапартійна                       | Ушнянська сільська рада, бухгалтер                        |
| 14                           | Гуза Наталія Василівна         | 03.11.2010            | середня | позапартійна                       | пенсіонер                                                 |
| Соціалістична партія України |                                |                       |         |                                    |                                                           |
| 6                            | Індило Валентина Іванівна      | 03.11.2010            | середня | член Соціалістичної партії України | тимчасово не працює                                       |
| Самовисування                |                                |                       |         |                                    |                                                           |
| 5                            | Бурка Наталія Петрівна         | 03.11.2010            | середня | позапартійна                       | пенсіонер                                                 |
| 8                            | Любека Василь Петрович         | 03.11.2010            | середня | позапартійний                      | тимчасово не працює                                       |
| 9                            | Троцик Микола Григорвич        | 03.11.2010            | вища    | позапартійний                      | Ушнянська загальноосвітня школа І-ІІ ст., вчитель         |